# Olizy
Olizy és un municipi francès, situat al departament del Marne i a la regió del Gran Est. L'any 2007 tenia 129 habitants.

## Demografia

### Població
El 2007 la població de fet d'Olizy era de 129 persones. Hi havia 57 famílies, de les quals 11 eren unipersonals (11 homes vivint sols), 25 parelles sense fills i 21 parelles amb fills.
La població ha evolucionat segons el següent gràfic:
Habitants censats

### Habitatges
El 2007 hi havia 66 habitatges, 56 eren l'habitatge principal de la família, 3 eren segones residències i 8 estaven desocupats. 65 eren cases i 1 era un apartament. Dels 56 habitatges principals, 51 estaven ocupats pels seus propietaris i 5 estaven llogats i ocupats pels llogaters; 1 tenia dues cambres, 4 en tenien tres, 12 en tenien quatre i 40 en tenien cinc o més. 50 habitatges disposaven pel capbaix d'una plaça de pàrquing. A 28 habitatges hi havia un automòbil i a 25 n'hi havia dos o més.

### Piràmide de població
La piràmide de població per edats i sexe el 2009 era:
| Homes | Edats   | Dones |
| ----- | ------- | ----- |
| 0     | 95 o +  | 0     |
| 0     | 90 a 94 | 0     |
| 0     | 85 a 89 | 0     |
| 0     | 80 a 84 | 0     |
| 0     | 75 a 79 | 4     |
| 4     | 70 a 74 | 4     |
| 4     | 65 a 69 | 8     |
| 8     | 60 a 64 | 0     |
| 4     | 55 a 59 | 8     |
| 0     | 50 a 54 | 4     |
| 0     | 45 a 49 | 4     |
| 0     | 40 a 44 | 0     |
| 12    | 35 a 39 | 8     |
| 8     | 30 a 34 | 8     |
| 4     | 25 a 29 | 4     |
| 0     | 20 a 24 | 0     |
| 0     | 15 a 19 | 0     |
| 4     | 10 a 14 | 0     |
| 4     | 5 a 9   | 12    |
| 8     | 0 a 4   | 4     |

## Economia
El 2007 la població en edat de treballar era de 80 persones, 67 eren actives i 13 eren inactives. De les 67 persones actives 67 estaven ocupades (37 homes i 30 dones) i 1 aturada (1 home). De les 13 persones inactives 6 estaven jubilades, 4 estaven estudiant i 3 estaven classificades com a «altres inactius».

### Ingressos
El 2009 a Olizy hi havia 64 unitats fiscals que integraven 149 persones, la mediana anual d'ingressos fiscals per persona era de 27.178 €.

### Activitats econòmiques
Dels 5  establiments que hi havia el 2007, 1 era d'una empresa alimentària, 1 d'una empresa de fabricació d'altres productes industrials, 1 d'una empresa de construcció, 1 d'una empresa de serveis i 1 d'una empresa classificada com a «altres activitats de serveis».
L'únic servei als particulars que hi havia el 2009 era un electricista.
L'any 2000 a Olizy hi havia 32 explotacions agrícoles que ocupaven un total de 500 hectàrees.

## Poblacions més properes
El següent diagrama mostra les poblacions més properes.